# Cynanthus lawrencei
Cynanthus lawrencei é uma espécie de beija-flor quase ameaçada de extinção das “esmeraldas”, tribo Trochilini da subfamília Trochilinae. Anteriormente, era considerado uma subespécie do colibri-de-bico-largo. É endêmico das Islas Marías, na costa oeste do México.

## Taxonomia e sistemática
O pássaro Cynanthus lawrencei foi tratado por muito tempo como uma subespécie do colibri-de-bico-largo. Com base nas publicações de 2014 e 2017, até o final de 2022, a American Ornithologists' Union, a International Ornithologists' Union, o Handbook of the Birds of the World [en] da BirdLife International e o The Clements Checklist of Birds of the World o reconheceram como uma espécie.
Cynanthus lawrencei é monotípico.

## Descrição
Cynanthus lawrencei tem um bico largo e avermelhado com uma ponta preta. Ambos os sexos têm a parte superior verde-bronze metálico, que é um pouco mais opaca na testa e na coroa. Os machos têm pescoço verde-turquesa a verde-esmeralda, peito verde-bronze, barriga verde-escura e coberteiras inferiores escuras. A cauda é azul-preta brilhante. As partes superiores das fêmeas são mais opacas do que as dos machos e elas têm partes inferiores cinzas. A base da cauda é verde-bronze e o restante é preto-azulado a preto-esverdeado com pontas brancas nos dois pares de penas mais externos.

## Distribuição
Cynanthus lawrencei é encontrado apenas em María Madre e María Cleofás das Islas Marías, um grupo de ilhas na costa de Naiarite, México. Seu habitat específico não foi descrito.

## Comportamento

### Movimento
Cynanthus lawrencei é, em sua maioria, sedentário, mas foram coletados indivíduos no continente de Naiarite.

### Alimentação
A dieta dessa ave não foi descrita separadamente da dieta do colibri-de-bico-largo. Em geral, e como a maioria dos beija-flores, essa espécie se alimenta de uma grande variedade de plantas com flores e também de pequenos artrópodes.

### Reprodução
Não foram publicadas informações específicas sobre a fenologia de reprodução dessa ave.

### Vocalização
As vocalizações da ave não foram descritas separadamente das do colibri-de-bico-largo. A música dessa espécie, cantada apenas por machos, “começa com uma nota curta e, em seguida, uma série de notas semelhantes que variam em frequência de 2 a 13 kHz”.

## Status de conservação
A IUCN avaliou o Cynanthus lawrencei como espécie quase ameaçada. Ele tem uma área de distribuição muito pequena e uma população estimada em menos de 2.500 indivíduos maduros, embora se acredite que a população esteja estável. As possíveis ameaças incluem a destruição do habitat por meio da urbanização, da agricultura e do corte de madeira, além da predação por espécies invasoras.